# Dlouhý Most
Dlouhý Most (německy Langenbruck) je obec, která se nachází v okrese Liberec, v Libereckém kraji. Žije zde 996 obyvatel a tuto obec tvoří dvě vesnice, a sice Dlouhý Most a na jihu menší Javorník (k. ú. Javorník u Dlouhého Mostu).

## Historie
První písemná zmínka o obci pochází z roku 1547. V té době zde vznikla luteránská osada německých uhlířů a vedla tudy zemská stezka, která spojovala Čechy s Lužicí. Název obce pravděpodobně vznikl díky zdejší cestě vedoucí mokřinami, jenž musela být zpevňována dlouhým dřevěným mostem. Česky byl dříve nazýván také jako Dlouhomostí.
Od roku 1869 šlo o samostatnou obec v okrese Liberec, která se v roce 1986 k Liberci připojila a existovala jako městská čtvrť Liberec XXXVI-Dlouhý Most. 1. ledna 1993 se ale Dlouhý Most opět osamostatnil.

## Pamětihodnosti
- Kostel svatého Vavřince

## Galerie

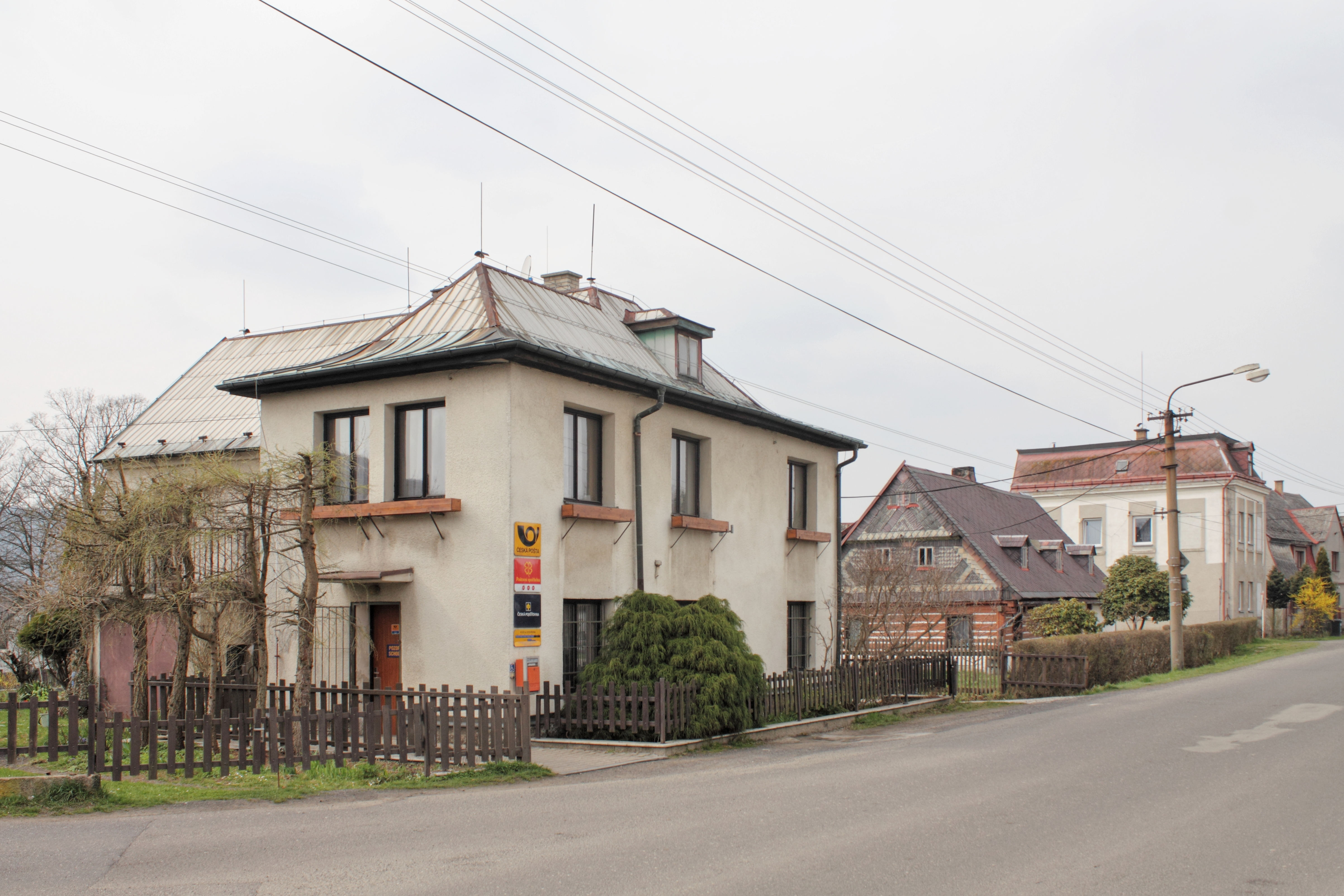
Pošta v Dlouhém Mostě
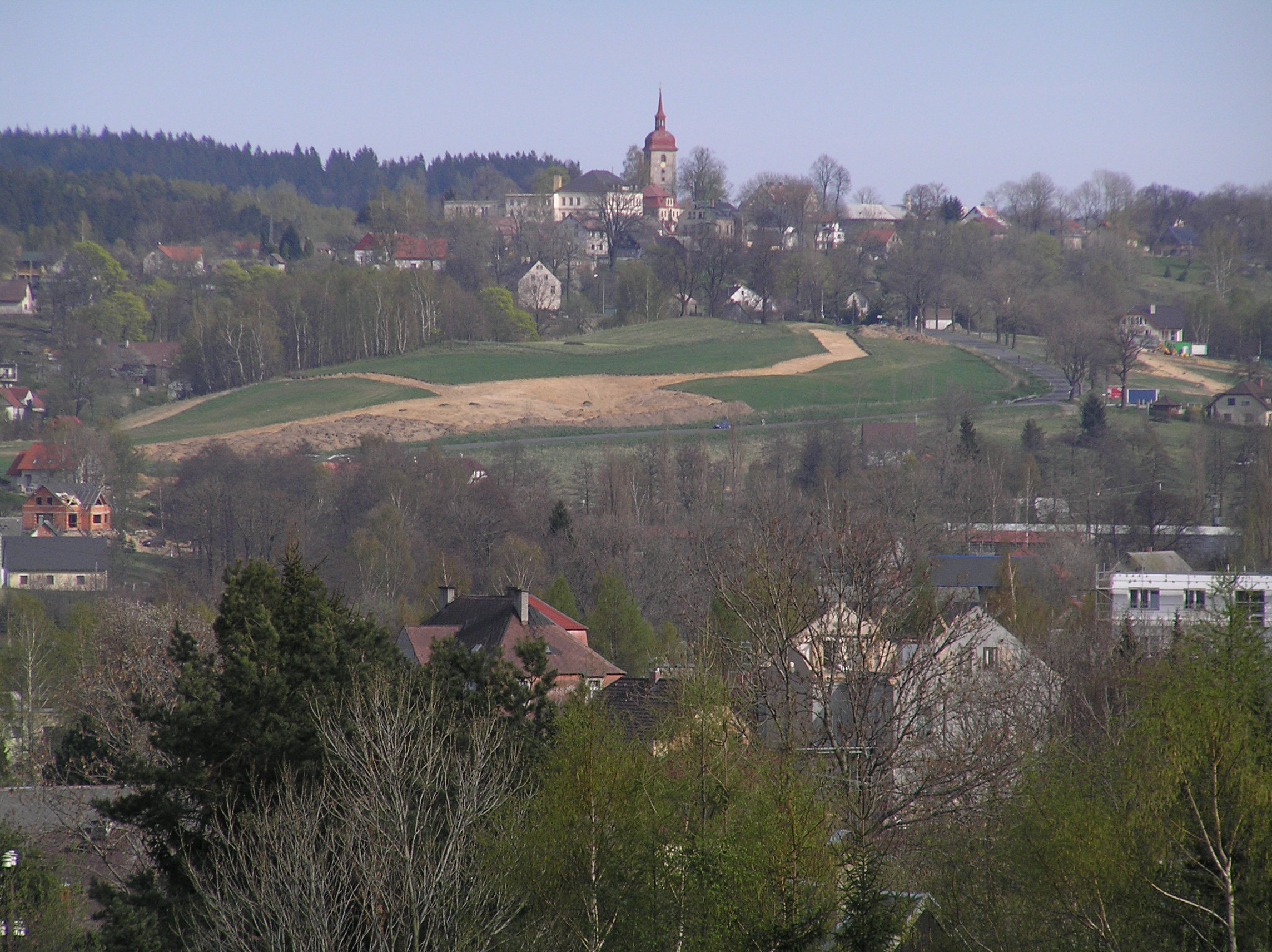
Pohled na Dlouhý Most od Pilínkova
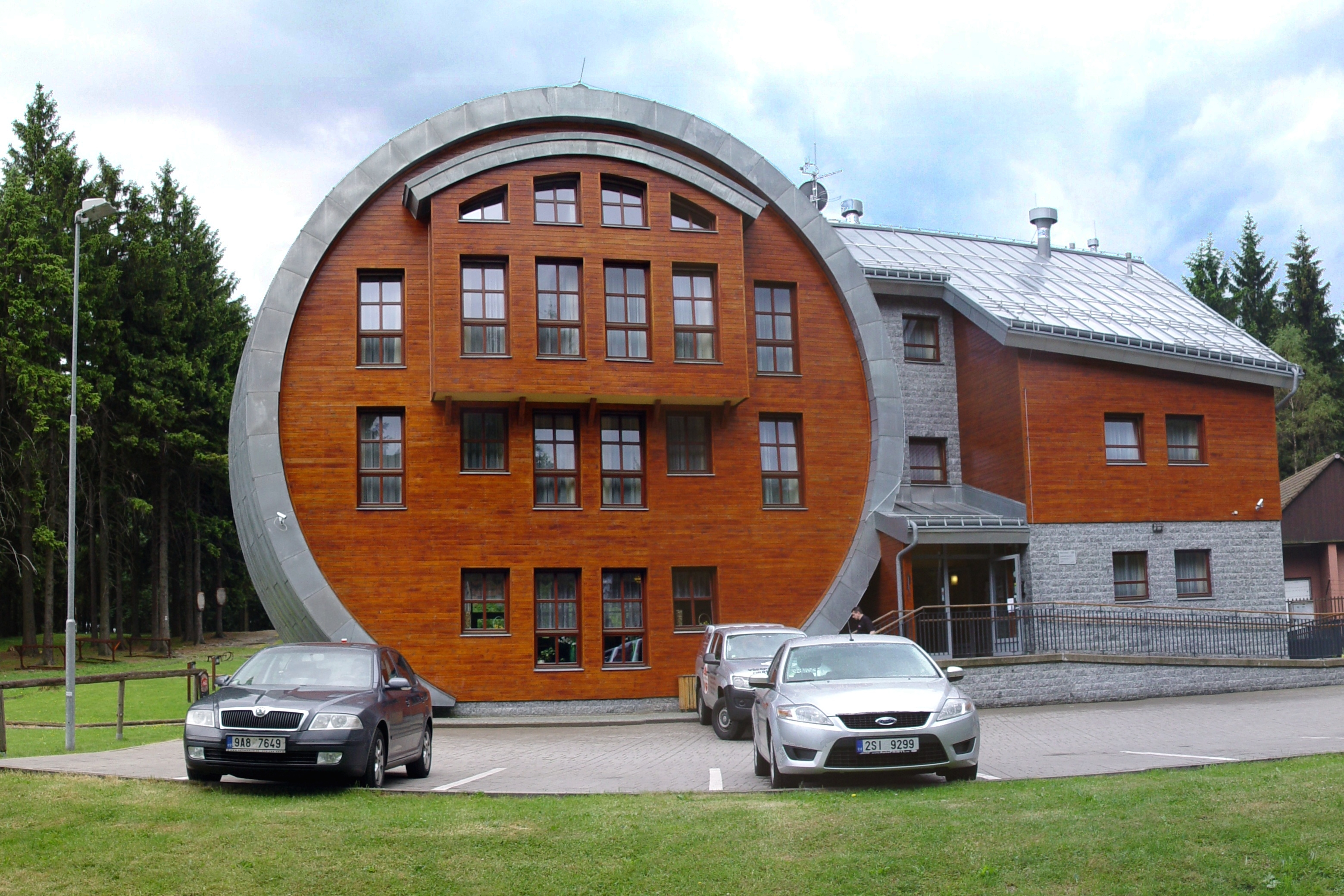
Hotel Obří sud na Javorníku
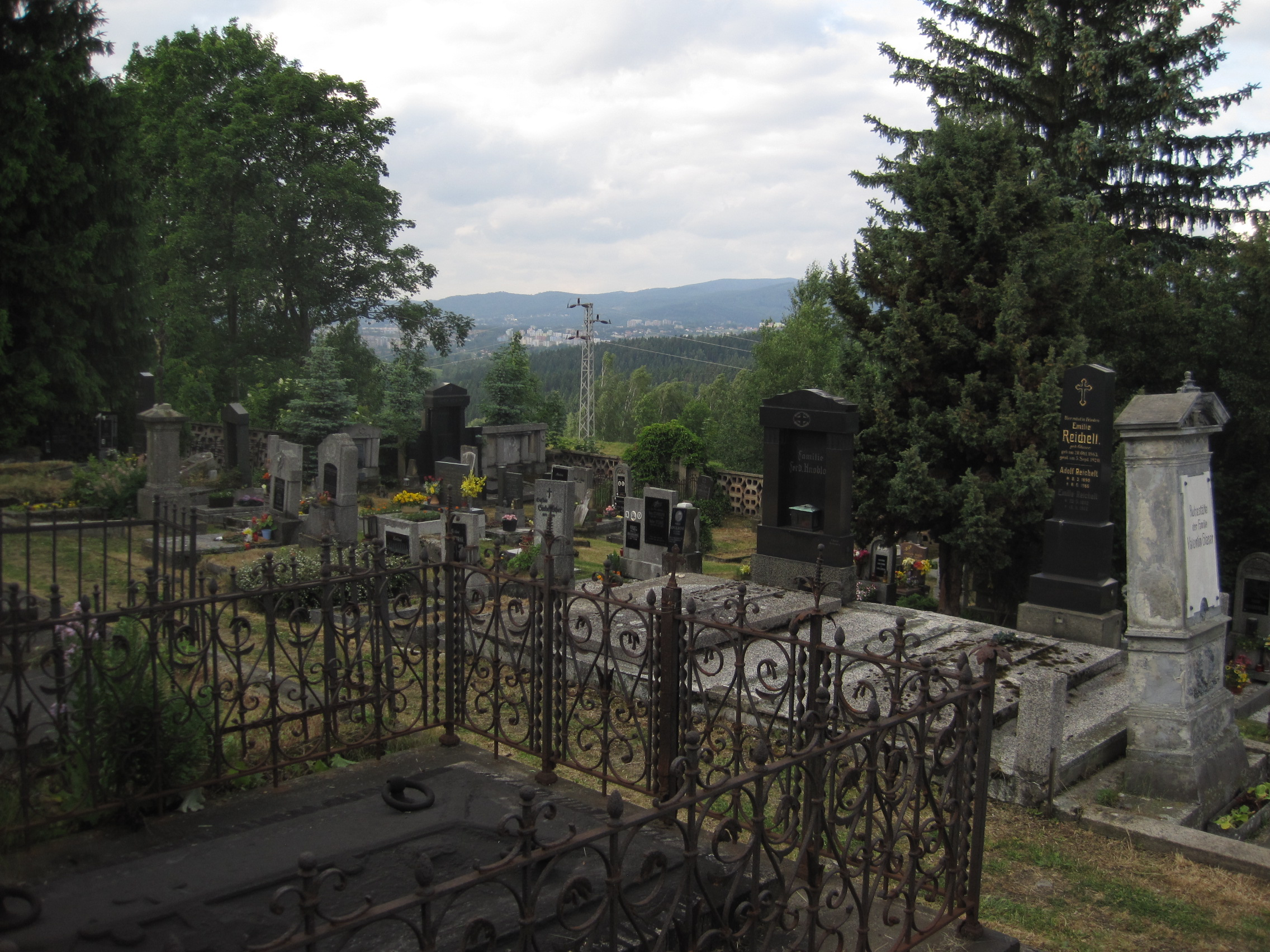
Místní hřbitov
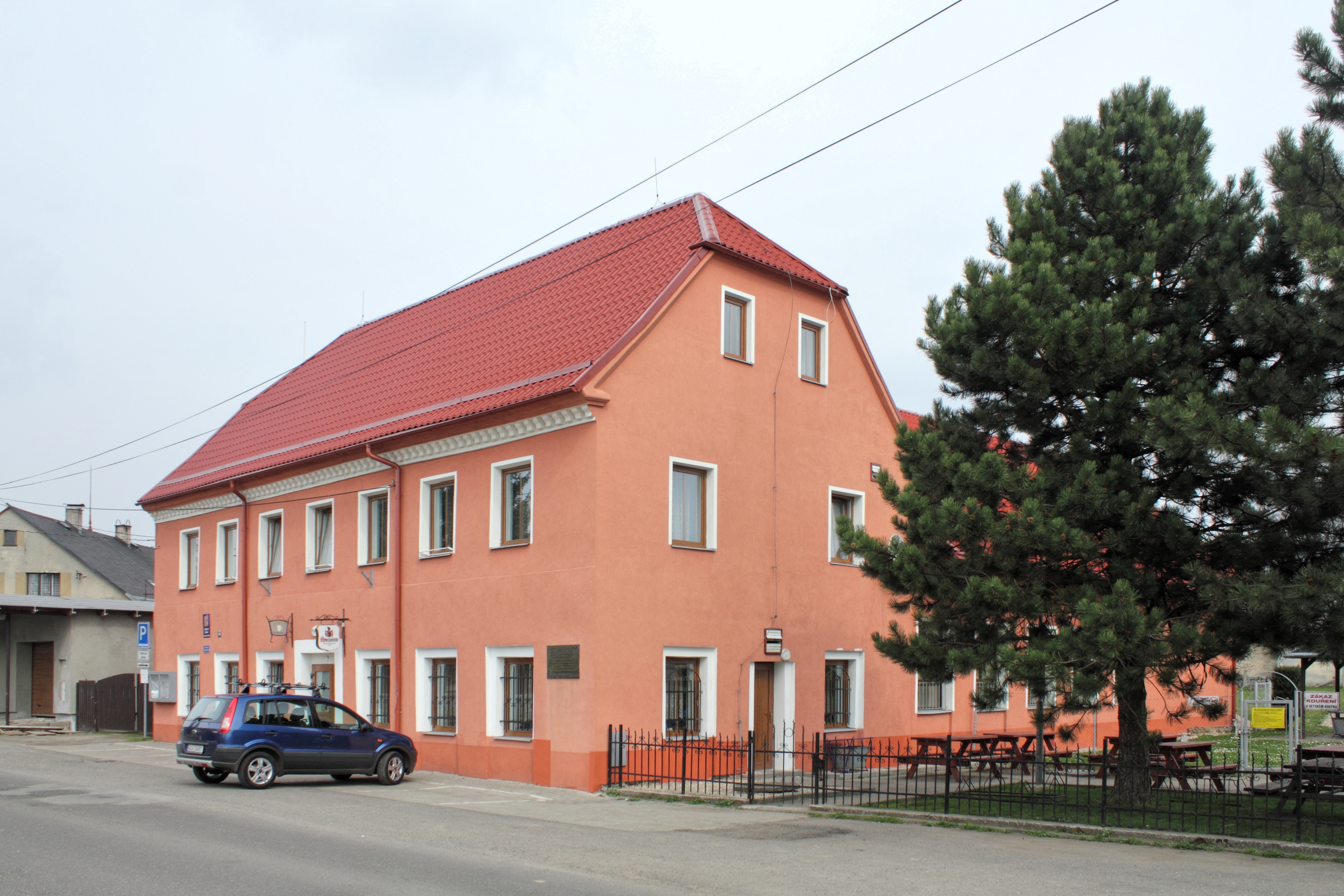
Budova obecního úřadu